# Javier Juárez
Javier Juárez Camacho (Madrid, 1968) es un periodista y escritor español, especializado en temas de espionaje.

## Obra
Es autor de obras como Juan Pujol, el espía que derrotó a Hitler (2004), una biografía de Juan Pujol, Madrid-Londres-Berlín. Espías de Franco al servicio De Hitler (2005), La Guarida del lobo: nazis y colaboracionistas en España (2007), sobre el espionaje nazi en España, Patria. Una española en la KGB (2008), una biografía de África de las Heras, y Comandante Durán. Leyenda y tragedia de un intelectual en armas (2009), una biografía de Gustavo Durán.
Su último libro es "Conspiración en Madrid", publicado en 2017 por la editorial Doña Tecla, en el que relata el intento de secuestro de los duques de Windsor en Madrid durante el verano de 1940. Ese complot, conocido como Operación Willi por la inteligencia alemana, habría supuesto, de haber tenido éxito, un cambio radical en el curso de la Segunda Guerra Mundial. 